# 梅迪尼利亚
梅迪尼利亚，是西班牙卡斯蒂利亚-莱昂阿维拉省的一个市镇。 总面积23km2, 总人口199人（2001年），人口密度9人/km2。